# The Prophet: The Best of the Works
Albums de 2Pac
Better Dayz
(2002) Nu-Mixx Klazzics
(2003)
The Prophet: The Best of the Works est une compilation posthume de 2Pac, sorti le 7 juillet 2003.
L'album inclut des chansons qui figurent sur les albums All Eyez on Me, The Don Killuminati: The 7 Day Theory et Thug Life: Volume 1. Il s'est vendu à 5 700 exemplaires en France.

## Liste des titres
| No  | Titre                                                  | Durée |
| --- | ------------------------------------------------------ | ----- |
| 1.  | Only God Can Judge Me (featuring Rappin' 4-Tay)        | 4:56  |
| 2.  | Just Like Daddy (featuring Outlawz)                    | 5:08  |
| 3.  | Me and My Girlfriend                                   | 5:10  |
| 4.  | Against All Odds                                       | 4:24  |
| 5.  | Tradin' War Stories (featuring C-Bo et Storm)          | 5:27  |
| 6.  | Skandalouz (featuring Nate Dogg)                       | 4:09  |
| 7.  | 2 of Amerikaz Most Wanted (featuring Snoop Doggy Dogg) | 4:06  |
| 8.  | To Live & Die In L.A. (featuring Outlawz)              | 4:35  |
| 9.  | California Love (featuring Dr. Dre et Roger Troutman)  | 6:25  |
| 10. | Pour Out a Little Liquor                               | 3:31  |
| 11. | Life of an Outlaw (featuring Outlawz)                  | 4:56  |
| 12. | All Eyez on Me                                         | 5:09  |
| 13. | Wanted Dead or Alive (featuring Snoop Doggy Dogg)      | 4:37  |
| 14. | Staring Through My Rear View (featuring Outlawz)       | 4:37  |